# Мануйлова Яна Василівна
Я́на Васи́лівна Ману́йлова (* 9 грудня 1971) — українська спринтерка, змагалась у естафеті 4 × 400 метрів та бігу на 200 й 400 метрів.

## Життєпис
Представляла команду Луганської області.
На Чемпіонаті України з легкої атлетики-1994 здобула бронзову нагороду в бігу на 400 метрів.
На Кубку Європи з легкої атлетики-1995 здобула бронзову медаль у дистанції 200 метрів та естафеті 4/400 метрів — вона та Олена Рурак й Ольга Мороз.
На Чемпіонаті України з легкої атлетики-1996 здобула срібну нагороду в бігу на 400 метрів.
Змагалась у жіночій естафеті 4 × 400 метрів на літніх Олімпійських іграх 1996 року.
На Чемпіонаті України з легкої атлетики-1997 здобула срібну нагороду в бігу на 100 метрів.